# Supercopa da Turquia
A Supercopa da Turquia (em turco, TFF Süper Kupa) é a taça anual jogada no início da temporada entre o campeão do Campeonato Turco de Futebol e o campeão da Copa da Turquia da temporada anterior. É tradicionalmente disputada no primeiro fim de semana de agosto, uma semana antes do início da Süper Lig, inaugurando oficialmente a temporada do futebol turco.

## Histórico
O nome oficial da competição alterou-se ao longo do tempo: originalmente denominada Copa do Presidente em 1966, foi posteriormente denominada Copa do Primeiro–Ministro a partir de 1981. Diante da não realização do torneio entre 1999 e 2005, a Federação Turca de Futebol decidiu por retomar sua realização em 2006, adotando a atual denominação TFF Süper Kupa.
Também a partir de 2006, a Federação Turca de Futebol determinou que em caso da equipe vencedora da Süper Lig ser também vencedora da Copa da Turquia na mesma temporada, as equipes vice-campeãs da Süper Lig e da Copa da Turquia são quem decidem a Supercopa da Turquia.

## Tabela de campeões
| Campeão ou vice–campeão do Campeonato Turco       |
| Campeão ou vice–campeão da Copa da Turquia        |
| Vencedor do Campeonato Turco e da Copa da Turquia |

### Copa do Presidente
| Edição | Campeão                                                             | Placar                                                              | Vice–campeão                                                        | Estádio                                                             |
| 1966   | Galatasaray (1)                                                     | 2–1                                                                 | Beşiktaş (1)                                                        | Estádio 19 de Maio de Ancara                                        |
| 1967   | Beşiktaş (1)                                                        | 1–0                                                                 | Altayspor (1)                                                       | Estádio 19 de Maio de Ancara                                        |
| 1968   | O Fenerbahçe foi declarado campeão após vencer ambas as competições | O Fenerbahçe foi declarado campeão após vencer ambas as competições | O Fenerbahçe foi declarado campeão após vencer ambas as competições | O Fenerbahçe foi declarado campeão após vencer ambas as competições |
| 1969   | Galatasaray (2)                                                     | 2–0                                                                 | Göztepe (1)                                                         | Estádio 19 de Maio de Ancara                                        |
| 1970   | Göztepe (1)                                                         | 3–1                                                                 | Fenerbahçe (1)                                                      | Estádio 19 de Maio de Ancara                                        |
| 1971   | Eskişehirspor (1)                                                   | 3–2                                                                 | Galatasaray (1)                                                     | Estádio 19 de Maio de Ancara                                        |
| 1972   | Galatasaray (3)                                                     | 3–0                                                                 | Ankaragücü (1)                                                      | Estádio 19 de Maio de Ancara                                        |
| 1973   | Fenerbahçe (2)                                                      | 2–1                                                                 | Galatasaray (2)                                                     | Estádio 19 de Maio de Ancara                                        |
| 1974   | Beşiktaş (2)                                                        | 3–0                                                                 | Fenerbahçe (2)                                                      | Estádio 19 de Maio de Ancara                                        |
| 1975   | Fenerbahçe (3)                                                      | 2–0                                                                 | Beşiktaş (2)                                                        | Cebeci İnönü Stadı                                                  |
| 1976   | Trabzonspor (1)                                                     | 2–1                                                                 | Galatasaray (3)                                                     | Estádio 19 de Maio de Ancara                                        |
| 1977   | Trabzonspor (2)                                                     | 1–1 (4–2 d.p.)                                                      | Beşiktaş (3)                                                        | Estádio 19 de Maio de Ancara                                        |
| 1978   | Trabzonspor (3)                                                     | 1–0                                                                 | Fenerbahçe (3)                                                      | Estádio 19 de Maio de Ancara                                        |
| 1979   | Trabzonspor (4)                                                     | 2–1                                                                 | Fenerbahçe (4)                                                      | Estádio 19 de Maio de Ancara                                        |
| 1980   | Trabzonspor (5)                                                     | 3–0                                                                 | Altayspor (2)                                                       | Estádio 19 de Maio de Ancara                                        |

### Copa do Primeiro–Ministro
| Edição | Campeão          | Placar         | Vice–campeão       | Estádio                      |
| 1981   | Ankaragücü (1)   | 1–0            | Trabzonspor (1)    | Estádio 19 de Maio de Ancara |
| 1982   | Galatasaray (4)  | 2–0            | Beşiktaş (4)       | Estádio 19 de Maio de Ancara |
| 1983   | Trabzonspor (6)  | 2–0            | Fenerbahçe (5)     | Estádio 19 de Maio de Ancara |
| 1984   | Fenerbahçe (4)   | 1–0            | Trabzonspor (2)    | Estádio 19 de Maio de Ancara |
| 1985   | Fenerbahçe (5)   | 1–1 (4–2 d.p.) | Galatasaray (4)    | Estádio 19 de Maio de Ancara |
| 1986   | Beşiktaş (3)     | 2–1            | Bursaspor (1)      | Estádio 19 de Maio de Ancara |
| 1987   | Galatasaray (5)  | 3–2            | Gençlerbirliği (1) | Estádio 19 de Maio de Ancara |
| 1988   | Galatasaray (6)  | 2–0            | Sakaryaspor (1)    | Estádio 19 de Maio de Ancara |
| 1989   | Beşiktaş (4)     | 1–0            | Fenerbahçe (6)     | Estádio 19 de Maio de Ancara |
| 1990   | Fenerbahçe (6)   | 3–2            | Beşiktaş (5)       | Estádio 19 de Maio de Ancara |
| 1991   | Galatasaray (7)  | 1–0            | Beşiktaş (6)       | Estádio 19 de Maio de Ancara |
| 1992   | Beşiktaş (5)     | 2–1            | Trabzonspor (3)    | Estádio 19 de Maio de Ancara |
| 1993   | Galatasaray (8)  | 2–0            | Beşiktaş (7)       | Estádio 19 de Maio de Ancara |
| 1994   | Beşiktaş (6)     | 3–1            | Galatasaray (5)    | Estádio 19 de Maio de Ancara |
| 1995   | Trabzonspor (7)  | 2–0            | Beşiktaş (8)       | Estádio 19 de Maio de Ancara |
| 1996   | Galatasaray (9)  | 3–0            | Fenerbahçe (7)     | Estádio 19 de Maio de Ancara |
| 1997   | Galatasaray (10) | 2–1            | Kocaelispor (1)    | Estádio 19 de Maio de Ancara |
| 1998   | Beşiktaş (7)     | 2–1            | Galatasaray (6)    | Estádio 19 de Maio de Ancara |

### Supercopa da Turquia
| Edição | Campeão                                                               | Placar                                                                | Vice–campeão                                                          | Estádio                                                               |
| 2006   | Beşiktaş (8)                                                          | 1–0                                                                   | Galatasaray (7)                                                       | Commerzbank Arena                                                     |
| 2007   | Fenerbahçe (7)                                                        | 2–1                                                                   | Beşiktaş (9)                                                          | Rhein Energie Stadion                                                 |
| 2008   | Galatasaray (11)                                                      | 2–1                                                                   | Kayserispor (1)                                                       | MSV Arena                                                             |
| 2009   | Fenerbahçe (8)                                                        | 2–0                                                                   | Beşiktaş (10)                                                         | Estádio Olímpico Atatürk                                              |
| 2010   | Trabzonspor (8)                                                       | 3–0                                                                   | Bursaspor (2)                                                         | Estádio Olímpico Atatürk                                              |
| 2011   | Não foi disputada por conta do escândalo de manipulação de resultados | Não foi disputada por conta do escândalo de manipulação de resultados | Não foi disputada por conta do escândalo de manipulação de resultados | Não foi disputada por conta do escândalo de manipulação de resultados |
| 2012   | Galatasaray (12)                                                      | 3–2                                                                   | Fenerbahçe (8)                                                        | Estádio Kâzım Karabekir                                               |
| 2013   | Galatasaray (13)                                                      | 1–0                                                                   | Fenerbahçe (9)                                                        | Estádio Kadir Has                                                     |
| 2014   | Fenerbahçe (9)                                                        | 0–0 (3–2 d.p.)                                                        | Galatasaray (8)                                                       | Manisa 19 Mayıs Stadyumu                                              |
| 2015   | Galatasaray (14)                                                      | 1–0                                                                   | Bursaspor (3)                                                         | Osmanlı Stadyumu                                                      |
| 2016   | Galatasaray (15)                                                      | 1–1 (3–0 d.p.)                                                        | Beşiktaş (11)                                                         | Estádio Municipal Metropolitano de Cônia                              |
| 2017   | Konyaspor (1)                                                         | 2–1                                                                   | Beşiktaş (12)                                                         | Novo Estádio 19 de Maio de Samsun                                     |
| 2018   | Akhisarspor (1)                                                       | 1–1 (5–4 d.p.)                                                        | Galatasaray (9)                                                       | Estádio Municipal Metropolitano de Cônia                              |
| 2019   | Galatasaray (16)                                                      | 1–0                                                                   | Akhisarspor (1)                                                       | Estádio de Eryaman                                                    |
| 2020   | Trabzonspor (9)                                                       | 2–1                                                                   | Başakşehir (1)                                                        | Estádio Olímpico Atatürk                                              |
| 2021   | Beşiktaş (9)                                                          | 1–1 (4–2 d.p.)                                                        | Antalyaspor (1)                                                       | Estádio Ahmed Bin Ali                                                 |
| 2022   | Trabzonspor (10)                                                      | 4–0                                                                   | Sivasspor (1)                                                         | Estádio Olímpico Atatürk                                              |
| 2023   | Galatasaray (17)                                                      | 3–0                                                                   | Fenerbahçe (9)                                                        | Şanlıurfa 11 Nisan Stadium                                            |
| 2024   | Beşiktaş (10)                                                         | 5–0                                                                   | Galatasaray (17)                                                      | Estádio Olímpico Atatürk                                              |

## Conquistas por clube
| Clube          | Finais vencidas | Finais perdidas | Edições como campeão                                                                                  | Edições como vice–campeão                                               |
| Galatasaray    | 17              | 10              | 1966, 1969, 1972, 1982, 1987, 1988, 1991, 1993, 1996, 1997, 2008, 2012, 2013, 2015, 2016, 2019 e 2023 | 1971, 1973, 1976, 1985, 1994, 1998, 2006, 2014, 2018 e 2024             |
| Trabzonspor    | 10              | 3               | 1976, 1977, 1978, 1979, 1980, 1983, 1995, 2010, 2020 e 2022                                           | 1981, 1984 e 1992                                                       |
| Beşiktaş       | 10              | 12              | 1967, 1974, 1986, 1989, 1992, 1994, 1998, 2006, 2021 e 2024                                           | 1966, 1975, 1977, 1982, 1990, 1991, 1993, 1995, 2007, 2009, 2016 e 2017 |
| Fenerbahçe     | 9               | 10              | 1968, 1973, 1975, 1984, 1985, 1990, 2007, 2009 e 2014                                                 | 1970, 1974, 1978, 1979, 1983, 1989, 1996, 2012, 2013 e 2023             |
| Göztepe        | 1               | 1               | 1970                                                                                                  | 1969                                                                    |
| Ankaragücü     | 1               | 1               | 1981                                                                                                  | 1972                                                                    |
| Akhisarspor    | 1               | 1               | 2018                                                                                                  | 2019                                                                    |
| Eskişehirspor  | 1               | 0               | 1971                                                                                                  |                                                                         |
| Konyaspor      | 1               | 0               | 2017                                                                                                  |                                                                         |
| Bursaspor      | 0               | 3               | | 1986, 2010 e 2015                                                       |
| Altayspor      | 0               | 2               | 1967 e 1980                                                                                           |                                                                         |
| Gençlerbirliği | 0               | 1               | 1987                                                                                                  |                                                                         |
| Sakaryaspor    | 0               | 1               | 1988                                                                                                  |                                                                         |
| Kocaelispor    | 0               | 1               | 1997                                                                                                  |                                                                         |
| Kayserispor    | 0               | 1               | 2008                                                                                                  |                                                                         |
| Başakşehir     | 0               | 1               | 2020                                                                                                  |                                                                         |
| Antalyaspor    | 0               | 1               | 2021                                                                                                  |                                                                         |
| Sivasspor      | 0               | 1               | 2022                                                                                                  |                                                                         |